# 16e session du Comité du patrimoine mondial
La 16e session du Comité du patrimoine mondial a eu lieu du 7 décembre 1992 au 14 décembre 1992 à Santa Fe, aux États-Unis.

## Inscriptions

### Patrimoine mondial
Le Comité décide d'inscrire 20 biens sur la liste du patrimoine mondial. La liste compte alors 377 biens protégés.
L'Albanie, le Cambodge, et la Tchéquie (cette dernière faisant alors encore partie de la Tchécoslovaquie) connaissent leurs premières inscriptions.
Les critères indiqués sont ceux utilisés par l'Unesco depuis 2005, et non pas ceux employés lors de l'inscription des sites. Par ailleurs, les superficies mentionnées sont celles des biens actuels, qui ont pu être modifiées depuis leur inscription.
| Id. | Bien                                                                  | Pays            | Superficie (ha) | Critères et notes                                                                                                | Coordonnées                   | Illus. |
| --- | --------------------------------------------------------------------- | --------------- | --------------- | --- | ----------------------------- | ------ |
| 570 | Butrint                                                               | Albanie         |                 | Culturel, (iii)                                                                                                  | 39° 44′ 42″ N, 20° 01′ 12″ E  |        |
| 565 | Casbah d'Alger                                                        | Algérie         | 55              | Culturel, (ii), (v)                                                                                              | 36° 46′ 59″ N, 3° 03′ 36″ E   |        |
| 623 | Mines de Rammelsberg et ville historique de Goslar                    | Allemagne       | 1 010           | Culturel, (i), (ii), (iii), (iv) Le bien est étendu au système de gestion hydraulique du Haut-Harz (de) en 2010. | 51° 49′ N, 10° 20′ E          |        |
| 630 | K’gari (Île Fraser)                                                   | Australie       | 181 851         | Naturel, (vii), (viii), (ix) Bien renommé « K’gari (Île Fraser) » en 2021                                        | 25° 13′ 01″ S, 153° 07′ 59″ E |        |
| 668 | Angkor                                                                | Cambodge        | 40 100          | Culturel, (i), (ii), (iii), (iv)                                                                                 | 13° 25′ 59″ N, 103° 49′ 59″ E |        |
| 638 | Région d'intérêt panoramique et historique de Huanglong               | Chine           | 60 000          | Naturel, (vii)                                                                                                   | 32° 45′ 14″ N, 103° 49′ 19″ E |        |
| 637 | Région d'intérêt panoramique et historique de la vallée de Jiuzhaigou | Chine           | 72 000          | Naturel, (vii)                                                                                                   | 33° 04′ 59″ N, 103° 55′ 01″ E |        |
| 640 | Région d'intérêt panoramique et historique de Wulingyuan              | Chine           | 26 400          | Naturel, (vii)                                                                                                   | 29° 19′ 59″ N, 110° 30′ 00″ E |        |
| 492 | Taos Pueblo                                                           | États-Unis      | 19              | Culturel, (iv)                                                                                                   | 36° 26′ 20″ N, 105° 32′ 31″ O |        |
| 635 | Cathédrale de Bourges                                                 | France          | 0,85            | Culturel, (i), (iv)                                                                                              | 47° 04′ 55″ N, 2° 23′ 53″ E   |        |
| 595 | Pythagoreion et Heraion de Samos                                      | Grèce           | 668             | Culturel, (ii), (iii)                                                                                            | 37° 42′ 04″ N, 26° 52′ 08″ E  |        |
| 631 | El Tajin, cité préhispanique                                          | Mexique         | 240             | Culturel, (iii), (iv)                                                                                            | 20° 28′ 34″ N, 97° 22′ 41″ O  |        |
| 564 | Vieille ville de Zamość                                               | Pologne         | 75              | Culturel, (iv)                                                                                                   | 50° 43′ 01″ N, 23° 15′ 07″ E  |        |
| 632 | Ensemble historique, culturel et naturel des îles Solovetsky          | Russie          | 28 834          | Culturel, (iv)                                                                                                   | 65° 04′ 59″ N, 35° 40′ 01″ E  |        |
| 633 | Monuments de Vladimir et de Souzdal                                   | Russie          |                 | Culturel, (i), (ii), (iv)                                                                                        | 56° 09′ 00″ N, 40° 25′ 01″ E  |        |
| 604 | Monuments historiques de Novgorod et de ses environs                  | Russie          |                 | Culturel, (ii), (iv), (vi)                                                                                       | 58° 31′ 59″ N, 31° 16′ 59″ E  |        |
| 617 | Centre historique de Český Krumlov                                    | Tchécoslovaquie | 52              | Culturel, (iv) En Tchéquie depuis la dissolution de la Tchécoslovaquie.                                          | 48° 48′ 40″ N, 14° 18′ 54″ E  |        |
| 616 | Centre historique de Prague (cs)                                      | Tchécoslovaquie | 1 106           | Culturel, (ii), (iv), (vi) En Tchéquie depuis la dissolution de la Tchécoslovaquie.                              | 50° 05′ 17″ N, 14° 25′ 12″ E  |        |
| 621 | Centre historique de Telč                                             | Tchécoslovaquie | 36              | Culturel, (i), (iv) En Tchéquie depuis la dissolution de la Tchécoslovaquie.                                     | 49° 11′ 02″ N, 15° 27′ 14″ E  |        |
| 575 | Site archéologique de Ban Chiang                                      | Thaïlande       | 30              | Culturel, (iii)                                                                                                  | 17° 32′ 56″ N, 103° 21′ 29″ E |        |

### Extensions
Le Comité approuve l'extension de quatre biens déjà inscrits.
| Id. | Bien                                         | Pays                   | Critères et notes | Coordonnées                   | Illus. |
| --- | -------------------------------------------- | ---------------------- | --- | ----------------------------- | ------ |
| 532 | Châteaux et parcs de Potsdam et Berlin (de)  | Allemagne              | Culturel, (i), (ii), (iv) Inscrit en 1990, le bien est étendu au parc et au château de Sacrow, ainsi qu'à la Heilandskirche.                                                            | 52° 24′ 00″ N, 13° 01′ 59″ E  |        |
| 147 | Parc national de Kakadu                      | Australie              | Mixte, (i), (vi), (vii), (ix), (x) Inscrit en 1981 et déjà étendu en 1987, le bien est étendu en 1992 à la totalité du parc.                                                            | 12° 49′ 59″ S, 132° 49′ 59″ E |        |
| 33  | Forêt de Białowieża                          | Biélorussie et Pologne | Naturel, (ix), (x) La partie polonaise est inscrite depuis 1979 ; la protection est étendue au parc national biélorusse Belovejskaïa Pouchtcha ; le bien devient ainsi transfrontalier. | 52° 26′ N, 23° 49′ E          |        |
| 72  | Kluane / Wrangell - Saint-Élie / Glacier Bay | Canada et États-Unis   | Naturel, (vii), (viii), (ix), (x) Extension du bien inscrit en 1979 au parc national de la Baie des Glaciers                                                                            | 61° 11′ 53″ N, 140° 59′ 31″ O |        |
| 132 | Temples mégalithiques de Malte               | Malte                  | Culturel, (iv) L'inscription de 1980 ne concernait que le site de Ġgantija ; l'extension concerne cinq autres sites.                                                                    | 36° 02′ 56″ N, 14° 16′ 08″ E  |        |

### Patrimoine en péril

#### Inscriptions
Le Comité approuve l'inscription de sept biens sur la liste du patrimoine mondial en péril.
| Id. | Bien                                      | Pays                    | Critères et notes | Coordonnées                   | Illus. |
| --- | ----------------------------------------- | ----------------------- | --- | ----------------------------- | ------ |
| 219 | Réserve naturelle de Srébarna             | Bulgarie                | Naturel, (x) Inquiétudes au sujet d'une série de barrages en amont, modifiant l'hydrologie du bien. Retiré de la liste en 2003.                                                                                                   | 44° 06′ 50″ N, 27° 04′ 41″ E  |        |
| 668 | Angkor                                    | Cambodge                | Culturel, (i), (ii), (iii), (iv) Inscrit à cause de problèmes de conservation urgents ; retiré de la liste en 2004. | 13° 25′ 59″ N, 103° 49′ 59″ E |        |
| 155 | Réserve naturelle intégrale du Mont Nimba | Côte d'Ivoire et Guinée | Culturel, (ix), (x) Risques liées à l'exploitation d'une mine de fer et à l'arrivée massive de réfugiés dans la région ; toujours en péril en 2024.                                                                               | 7° 36′ 11″ N, 8° 23′ 28″ O    |        |
| 98  | Parc national Plitvice                    | Croatie                 | Naturel, (vii), (viii), (ix) Inscrit à cause de la guerre de Croatie, faisant suite à l'indépendance du pays ; retiré en 1997. | 44° 52′ 41″ N, 15° 36′ 50″ E  |        |
| 260 | Parc national Sangay                      | Équateur                | Naturel, (vii), (viii), (ix), (x) Retiré en 2005. | 1° 49′ 59″ S, 78° 19′ 59″ O   |        |
| 338 | Sanctuaire de faune de Manas              | Inde                    | Naturel, (vii), (ix), (x) Inscrit à la suite de l'invasion du sanctuaire par des militants du front uni de libération de l'Assam provenant de la tribu des Bodos, protestant contre leur expulsion de la région ; retiré en 2011. | 26° 43′ 30″ N, 91° 01′ 52″ E  |        |
| 573 | Réserves naturelles de l'Aïr et du Ténéré | Niger                   | Naturel, (vii), (ix), (x) Inscrit à cause de l'instabilité politique de la région ; toujours en péril en 2024. | 18° N, 9° E                   |        |

#### Sortie
Le bien suivant est sorti de la liste du patrimoine mondial en péril.
| Id. | Bien                        | Pays  | Critères et notes | Coordonnées         | Illus. |
| --- | --------------------------- | ----- | --- | ------------------- | ------ |
| 136 | Parc national de la Garamba | Zaïre | Naturel, (vii), (x) Inscrit en 1980, le parc était en péril depuis 1984 ; il est replacé sur la liste du patrimoine mondial en péril en 1996. | 4° 00′ N, 29° 15′ E |        |

### Propositions différées
Le Comité repousse l'examen de cinq biens à une session ultérieure.
| Id.  | Bien                                             | Pays            | Critères et notes | Coordonnées                  | Illus. |
| ---- | ------------------------------------------------ | --------------- | --- | ---------------------------- | ------ |
| 625  | Château de Mir                                   | Biélorussie     | Culturel, (ii), (iv) Inscrit en 2000.                                                                                               | 53° 27′ 04″ N, 26° 28′ 23″ E |        |
| 586  | Fort de Rohtas                                   | Pakistan        | Culturel, (ii), (iv) Inscrit en 1997.                                                                                               | 32° 57′ 47″ N, 73° 35′ 20″ E |        |
| 1564 | Château de Karlštejn                             | Tchécoslovaquie | Culturel, (i), (ii), (iv) Après la dissolution de la Tchécoslovaquie, la Tchéquie place le château sur sa liste indicative en 2001. | 49° 56′ 24″ N, 14° 11′ 17″ E |        |
| 622  | Réserve d'architecture vernaculaire de Vlkolínec | Tchécoslovaquie | Culturel, (iv), (v) Après la dissolution de la Tchécoslovaquie, proposé par la Slovaquie et inscrit en 1993.                        | 49° 02′ 31″ N, 19° 16′ 30″ E |        |
| 614  | Village de Safranbolu                            | Turquie         | Culturel, (ii), (iv), (v) Inscrit en 1994.                                                                                          | 41° 16′ N, 32° 41′ E         |        |

### Propositions rejetées
Le Comité rejette l'inscription de cinq biens, qu'il n'estime pas correspondre aux critères de la liste du patrimoine mondial
| Bien                                 | Pays            | Notes                                                                                 | Coordonnées                  | Illus. |
| ------------------------------------ | --------------- | ------------------------------------------------------------------------------------- | ---------------------------- | ------ |
| Réserve naturelle de l'île Macquarie | Australie       | Le bien, reproposé par l'Australie, est finalement inscrit en 1997.                   | 54° 38′ S, 158° 52′ E        |        |
| Réserve de biosphère de Berezinsky   | Biélorussie     |                                                                                       | 54° 43′ 23″ N, 28° 20′ 20″ E |        |
| Cidade Velha                         | Cap-Vert        | Le bien, reproposé par le Cap-Vert, est finalement inscrit en 2009.                   | 14° 55′ 01″ N, 23° 36′ 00″ O |        |
| Sanctuaire faunique de Gir           | Inde            |                                                                                       | 21° 19′ 59″ N, 70° 47′ 31″ E |        |
| Parc national des Tatras             | Tchécoslovaquie | Après son indépendance, la Slovaquie inscrit le site sur sa liste indicative en 2002. | 49° 10′ 48″ N, 19° 55′ 08″ E |        |